# Kevin Abstract
Kevin Abstract (* 16. července 1996), vlastním jménem Clifford Ian Simpson, je americký rapper a zpěvák známý především jako jeden ze zakládajících členů hiphopové skupiny Brockhampton.
V mládí ho ovlivnil Will Smith, Kanye West nebo Nirvana, později Frank Ocean, Tyler the Creator a další.

## Život a hudební kariéra

### Mládí
Clifford se narodil ve městě Corpus Christi v Texasu. Nikdy nepoznal svého otce a ani k matce neměl blízký vztah. Pseudonym Kevin Abstract vytvořil ve 12 letech spojením jména jednoho z jeho vrstevníků (Kevin), adjektivem abstract (abstraktní) pak jeden z jeho přátel popsal jeho tehdejší hudební tvorbu. V mládí utekl z domova, jedním z důvodů podle něj mohly být i jeho problémy s přijímáním vlastní homosexuality a konzervativní prostředí. Začal žít v liberálnějším prostředí Woodlands, kde studoval střední školu.
Během studia začal nahrávat svojí tvorbu na internet a navazoval spojení s dalšími hudebně založenými vrstevníky, zejména na fóru KanyeToThe - část z nich s ním později utvořila skupinu Brockhampton. Nakonec se rozhodl nepokračovat ve vzdělávání a po ukončení studia se naplno věnovat hudbě, za což ho jeho rodiče přestali finančně podporovat.

### Působení vBrockhamptonu
V 17 letech se s budoucími členy Brockhamptonu přestěhoval do San Marcos, vydal několik vlastních i kolektivních EP a v roce 2014 i první studiové album MTV1987. Ze San Marcos se po třech letech, kdy se s přáteli zlepšoval ve vytváření hudby, přestěhovali do Los Angeles a v březnu 2016 vydali už pod názvem Brockhampton mixtape All-American Trash. Kevin ve stejném roce doprovázel The Neighbourhood na turné po Evropě a USA. Koncem roku 2016 vydal druhé album American Boyfriend: A Suburban Love Story, na kterém se podílel i producent Michael Uzowuru, a krátce poté vyrazil na vlastní turné po USA.
V následujících letech se věnoval působení v Brockhamptonu a přípravě alb Saturation I, II a III a Iridescence. V roce 2019 se opět zaměřil na vlastní tvorbu a vydal třetí album Arizona Baby. Po režírování videoklipu k singlu skupiny Brockhampton Sugar Kevina kontaktoval Sam Levinson a pozval ho jako konzultanta k natáčení seriálu Euforie. V následujících letech se opět zaměřil na vlastní tvorbu a vydal několik singlů. Na podzim 2022 se skupina Brockhampton rozpadla.

### Sólová kariéra
3. listopadu 2023 vydal album Blanket. V albu se částečně odklonil od rapu, styl hudby se více blíží rocku.
27. června 2025 pod vlastním nezávislým labelem Juno Records vydal své páté studiové album Blush. Při jeho nahrávání se vrátil zpět do texaského Houstonu, místa svého dospívání, a sám album popsal jako plné nostalgie. Zároveň při jeho tvorbě přes internet naznačoval vznik nového hudebního kolektivu, který by v lecčem mohl připomínat skupinu Brockhampton, ale bez stálého složení a s větší volností. Album je tak z velké části kolaborativní a po boku Abstracta se na něm objevily jak umělci, kteří po jeho boku již v minulosti vystupovali (Dominic Fike, JPEGMAFIA, Danny Brown nebo bývalý člen Brockhamptonu Ameer Vann), tak i méně známí texaští rappeři jako Love Spells z Houstonu nebo SoGone SoFlexy z Corpus Christi.

## Diskografie

### Studiová alba
- MTV1987 (2014)
- American Boyfriend: A Suburban Love Story (2016)
- Arizona Baby (2019)
- Blanket (2023)
- Blush (2025)